# Luxuszug (Zuggattung)

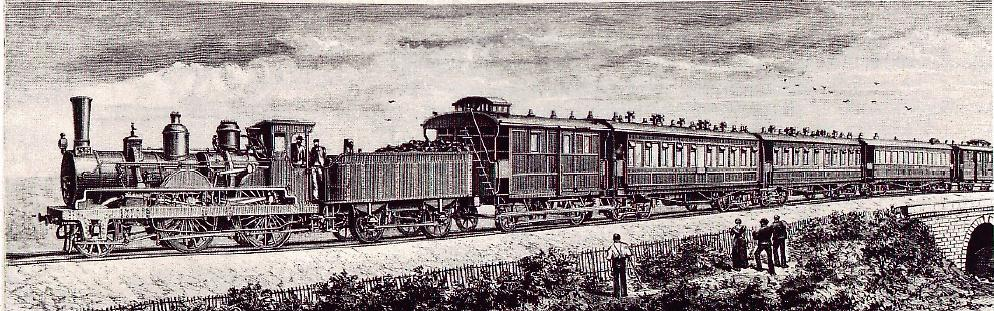
Orient-Express 1883

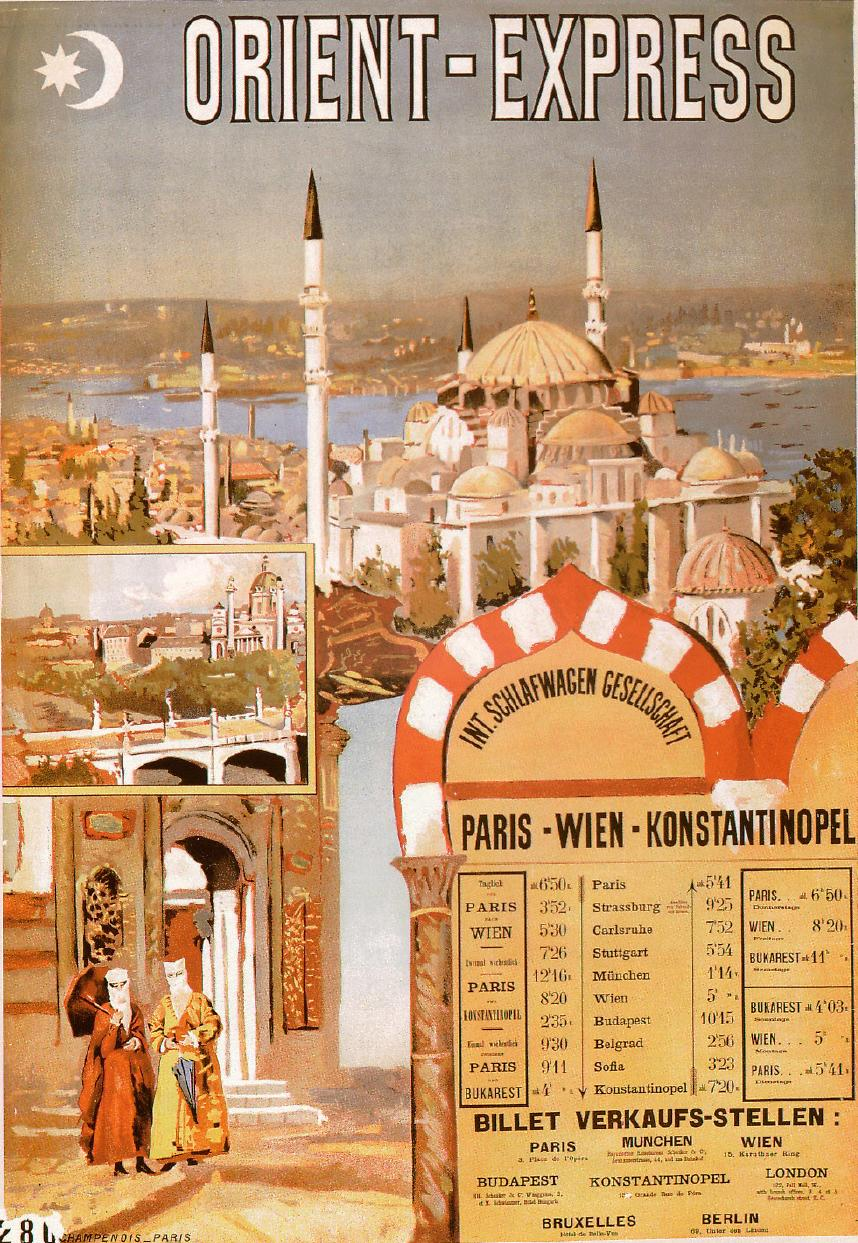
Werbeplakat für den Orient-Express, 1891

Luxuszug war eine Zuggattung, die Ende des 19. Jahrhunderts im europäischen Eisenbahnnetz entstand und sich bis in die Zeit nach dem Zweiten Weltkrieg in den Fahrplänen hielt. Dort wurde sie mit einem „L“ vor der Zugnummer dargestellt, alternative Abkürzungen lauteten Lx, Luz und L-Zug.

## Angebot

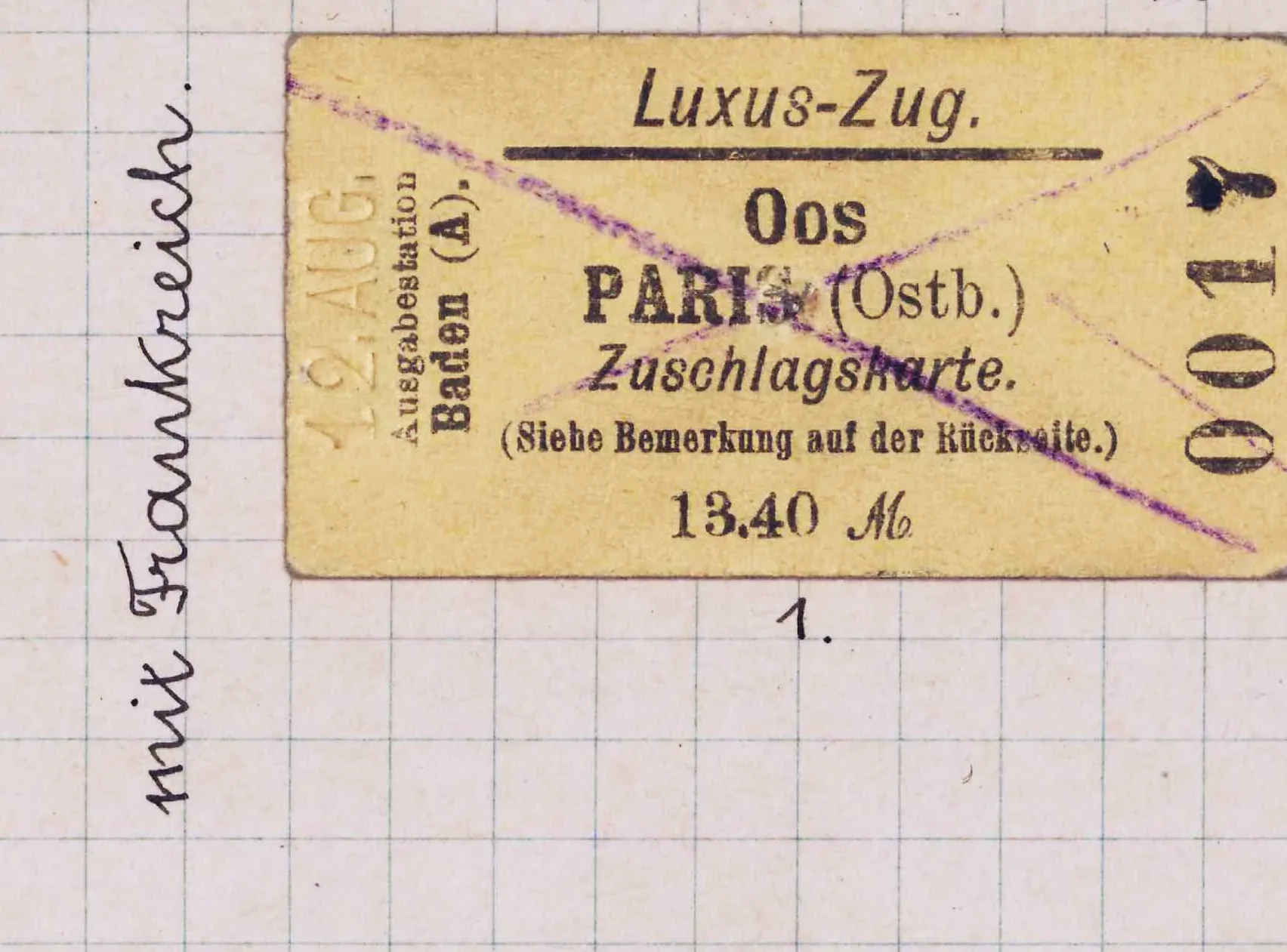
Zuschlagkarte für einen Luxuszug

Das Angebot richtete sich an eine kleine aber sehr zahlungskräftige Oberschicht. Ein Luxuszug führte zunächst ausschließlich Wagen der 1. Klasse und bestand in der Regel aus Schlafwagen, Speisewagen und Packwagen. Einzelne Zugläufe führten Salonwagen. Luxuszüge im Tagesverkehr, die es ab der Zwischenkriegszeit gab, verkehrten als Pullman-Express mit Pullmanwagen. Diese führten keine separaten Speisewagen, sondern die Fahrgäste wurden am Platz bedient.
Die Preußischen Staatseisenbahnen bevorzugten in ihrer Zuständigkeit die dreiklassigen Schnellzüge und duldeten die Luxuszüge nur im internationalen Verkehr. So hatten im Fall von Verspätungen Schnellzüge Vorrang vor Luxuszügen. Unabhängig davon waren Luxuszüge, analog zu Durchgangszügen (D-Zügen), ebenfalls standardmäßig aus Durchgangswagen gebildet. Victor von Röll bezeichnete sie daher 1912 in seiner Enzyklopädie des Eisenbahnwesens als „besondere Art der D-Züge“.
Die Fahrgäste mussten im Luxuszug zusätzlich zum regulären Fahrpreis für die 1. Klasse einen Zuschlag entrichten. 1914 kostete eine Reise von Berlin nach Paris in der ersten Klasse 89,30 Mark. Sukzessive wurde in den Luxuszügen während der Zwischenkriegszeit auch die (alte) 2. Klasse eingeführt. Die Weltwirtschaftskrise hatte zu einem Rückgang der zahlungskräftigen Fahrgäste geführt und diejenigen, die luxuriös reisen konnten, begannen, in den Luftverkehr abzuwandern.

## Geschichte

### Vor dem Ersten Weltkrieg
Der erste Luxuszug war der Train Eclair (Blitz-Zug) der Compagnie Internationale des Wagons-Lits (CIWL), den sie vom 10. bis 14. Oktober 1882 von Paris nach Wien und zurück verkehren ließ. Das war eine einmalige Werbeaktion im Vorfeld der Inbetriebnahme des ersten regelmäßig verkehrenden Luxuszugs, des Orient-Express, der am 5. Juni 1883 seinen Betrieb aufnahm.:16
Die CIWL betrieb und bewirtschaftete die meisten weiteren Luxuszüge, die in der Folgezeit den Verkehr aufnahmen. Diese Züge verbanden europäische Hauptstädte. London war nicht direkt eingebunden, verschiedene Luxuszüge begannen jedoch an kontinentaleuropäischen Kanalhäfen Boulogne-sur-Mer, Calais oder Ostende, in denen Anschluss an Schiffsverbindungen nach England bestand. Versuche einzelner Bahngesellschaften in Frankreich und Österreich, ebenfalls in das Geschäft einzusteigen, waren nicht sehr erfolgreich. In einem nächsten Schritt richtete die CIWL saisonale Luxuszüge zu europaweit bekannten Kur- und Badeorten wie Cannes, Taormina, Karlsbad oder Marienbad ein. Weitere Züge dienten dem Zubringerverkehr zu transkontinentalen Dampferlinien, so etwa der Transatlantique-Express von Paris nach Le Havre mit Anschluss an die Transatlantik-Dampfer der Compagnie Générale Transatlantique oder der Indian Mail (Malle des Indes) zwischen Calais und Brindisi, der bereits seit 1881 CIWL-Schlafwagen als Teil der schnellsten Verbindung zwischen London und Indien als dem Herzstück des British Empire umfasste. Einmal wöchentlich verkehrte der „Ägypten-Express“ von Berlin nach Neapel. Der Fahrplan vermerkte: Weiter mit dem Schiff nach Alexandrien und von dort mit der Bahn nach Kairo.
Der Erste Weltkrieg unterbrach dieses Netz hochklassiger europäischer Fernzüge.

### Zwischenkriegszeit

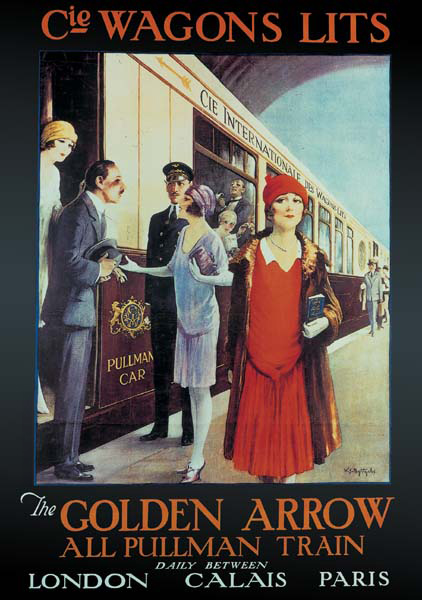
Werbeplakat der CIWL für den Pullmannzug Golden Arrow / Flèche d’Or

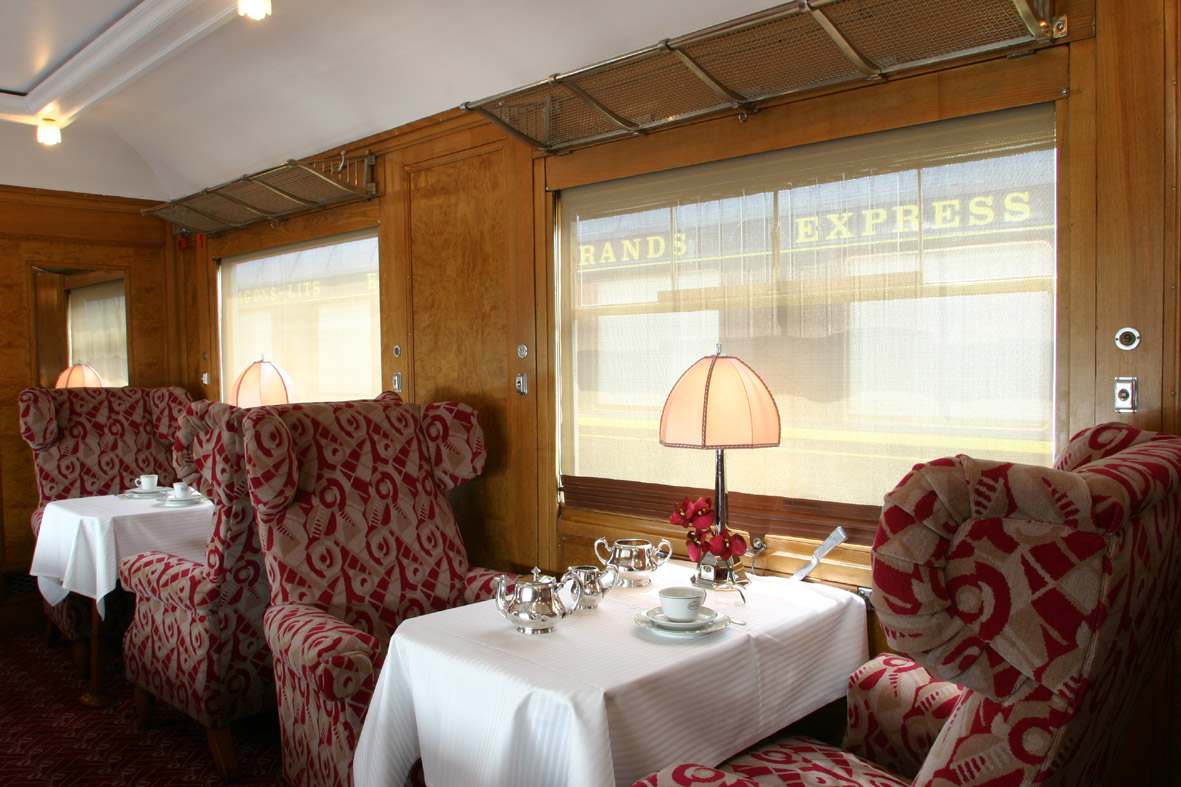
CIWL-Pullmanwagen

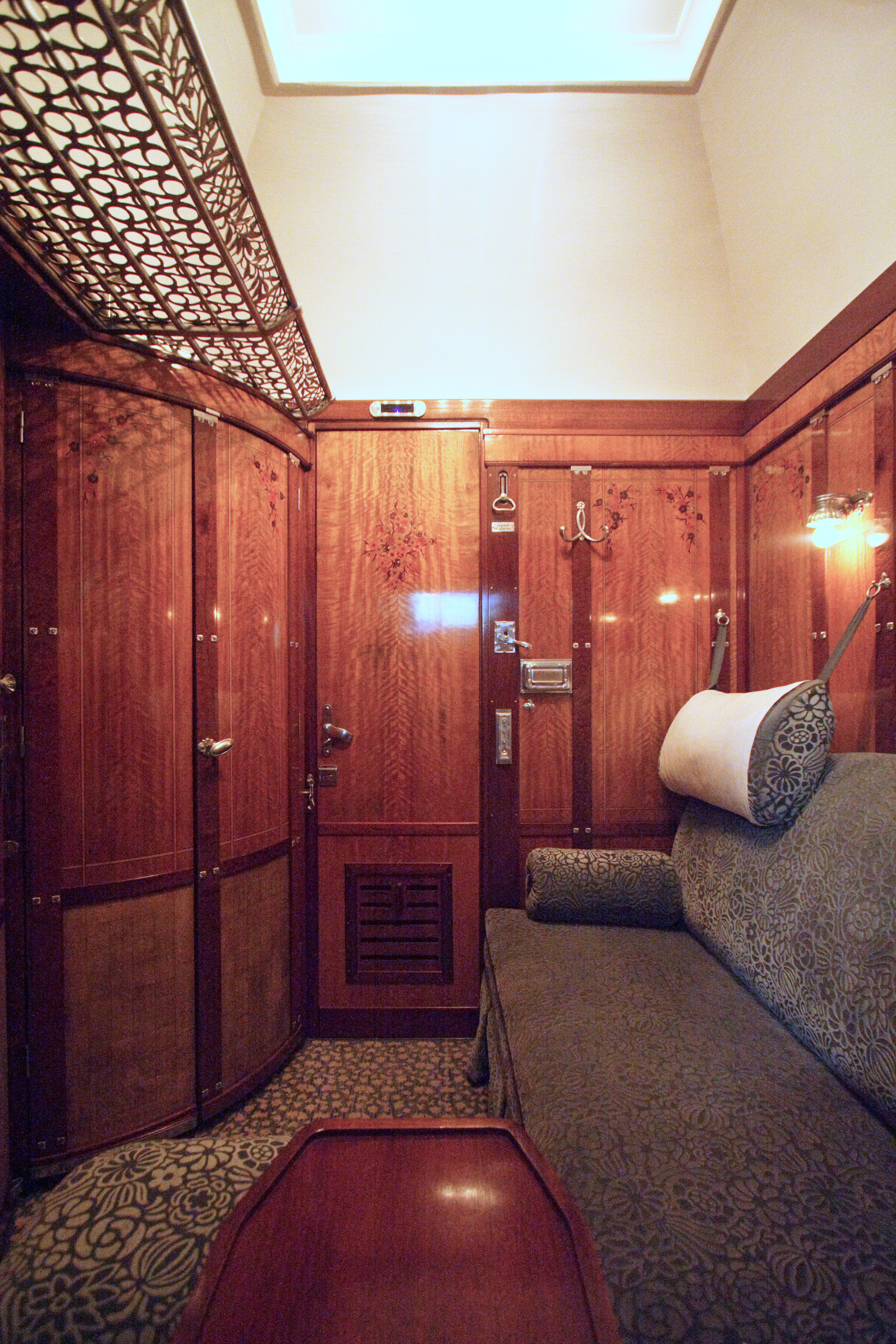
Abteil eines CIWL-Schlafwagens des ab 1929 gebauten Typs Lx

Die erste Zeit nach dem Ersten Weltkrieg war vom Bemühen der Sieger geprägt, mit den wieder eingeführten Luxuszügen Deutschland zu umfahren. Dazu gehörte der ab Februar 1919 verkehrende Train de luxe militaire, der von Paris über die Schweiz und die Arlbergbahn nach Wien und weiter nach Warschau verkehrte. Kurswagen nach Prag wurden in Linz umgestellt und der Simplon-Orient-Express. Dies erwies sich aber im Betrieb als zu teuer und zu langsam, so dass ab 1920 wieder ein erster internationaler Luxuszug unter der sperrigen Bezeichnung Boulogne/Paris/Ostende-Strasbourg-Vienne-Express wieder durch Deutschland fuhr. Dieser führte eine Wagengruppe, die ab Straßburg getrennt geführt wurde und unter der Bezeichnung Boulogne/Paris/Ostende-Prague-Varsovie-Express verkehrte. Nachdem 1921 der Nord-Express wieder zwischen Paris und Warschau über Berlin verkehrte, wurde der Lauf des Boulogne/Paris/Ostende-Prague-Varsovie-Express auf Prag beschränkt. Er erhielt aber wieder Kurswagen nach Karlsbad.:36
Die 1916 gegründete deutsche Schlafwagengesellschaft MITROPA betrieb nach dem Krieg mit dem London-Holland-München-Express (1922), dem Berlin-London-Express (1922–1926) und dem Skandinavien-Schweiz-Express (1924–1925) drei Luxuszüge, was auf die Dauer aber nicht wirtschaftlich war – die reiche Oberschicht, die sich das leisten konnte, war stark ausgedünnt. Der erste Zug fuhr nur wenige Wochen, die beiden anderen wurden 1926 in zweiklassige Fernschnellzüge umgewandelt.
Der Verkehr der L-Züge war durch die französische Rheinlandbesetzung, die Sperrung von Strecken im Zuge der Besetzung von Kehl 1923, Zugausfälle und die Umleitungen von Zügen gekennzeichnet. Teilweise fielen sie auch ganz aus. Die Situation normalisierte sich erst in der Mitte der 1920er Jahre.:37 Der Orient-Express verkehrte seit 1921 wieder auf seiner traditionellen Route, allerdings bis 1924 mit den genannten Beeinträchtigungen.:37 Weiter verkehrte ab 1925 der Ostende-Wien-Express:37, ab 1928 auch mit der 2. Klasse:38, und ab 1926 der Nord-Express – allerdings erst ab 1928 mit dem „L“ vor der Zugnummer.:38 Das Netz wurde in den Folgejahren von der CIWL europaweit ausgebaut: 1925 mit dem Engadin-Express und dem Oberland-Express, Luxuszüge von den Fährhäfen Calais und Boulogne-sur-Mer in die Schweizer Urlaubsgebiete rund um Chur und Interlaken oder dem Riviera-Neapel-Express 1931.:39 Zunehmend führten L-Züge nun auch die (alte) 2. Klasse. 1925 kam der erste Pullman-Express der CIWL zum Einsatz, der Milano-Nizza-Pullman-Express. Zu ihrem fünfzigjährigen Bestehen führte die CIWL ein Jahr später den Flèche d’Or als Pullmanzug zwischen Paris und Calais ein. Neben zahlreichen Luxuszügen in Frankreich und Italien startete die CIWL im Jahre 1927 einen Luxuszug zwischen Istanbul und Ankara (Anatolie-Express) und 1929 Pullmanzüge in Rumänien. Der letzte internationale Luxuszug, der in den Fahrplan aufgenommen wurde, war 1931 der Riviera-Express: Amsterdam/Berlin, vereinigt ab Mannheim–Basel–Mailand–Neapel/Cannes.:39
Der Zweite Weltkrieg unterbrach das europaweite Netz der Luxuszüge 1939 erneut.:44 Alle Luxuszüge, die im Deutschen Reich und in Polen verkehrten, wurden bereits Ende August 1939 eingestellt. Lediglich der Orient Express verkehrte auf der Rest-Strecke München–Bukarest weiter und wurde von der MITROPA betrieben. Er verkehrte mit Sicherheit bis in die erste Jahreshälfte 1940 und ist im Sommerfahrplan 1941 nicht mehr enthalten.:47 Die Züge in Frankreich, den Benelux-Staaten sowie den neutralen Staaten wurden nach einer kurzen Unterbrechung zunächst in reduziertem Umfang wieder in Betrieb genommen, so etwa der Simplon-Orient-Express, der schon ab dem 7. September 1939 wieder auf gesamter Strecke zwischen Paris und Istanbul fuhr. Erst infolge des deutschen Westfeldzugs endete im Mai 1940 der Betrieb der verbliebenen Luxuszüge. Im neutralen Spanien wurden 1943 zwei Luxuszüge von Madrid nach Barcelona und nach Lissabon (Lusitania-Express) eingerichtet.

### Nach dem Zweiten Weltkrieg

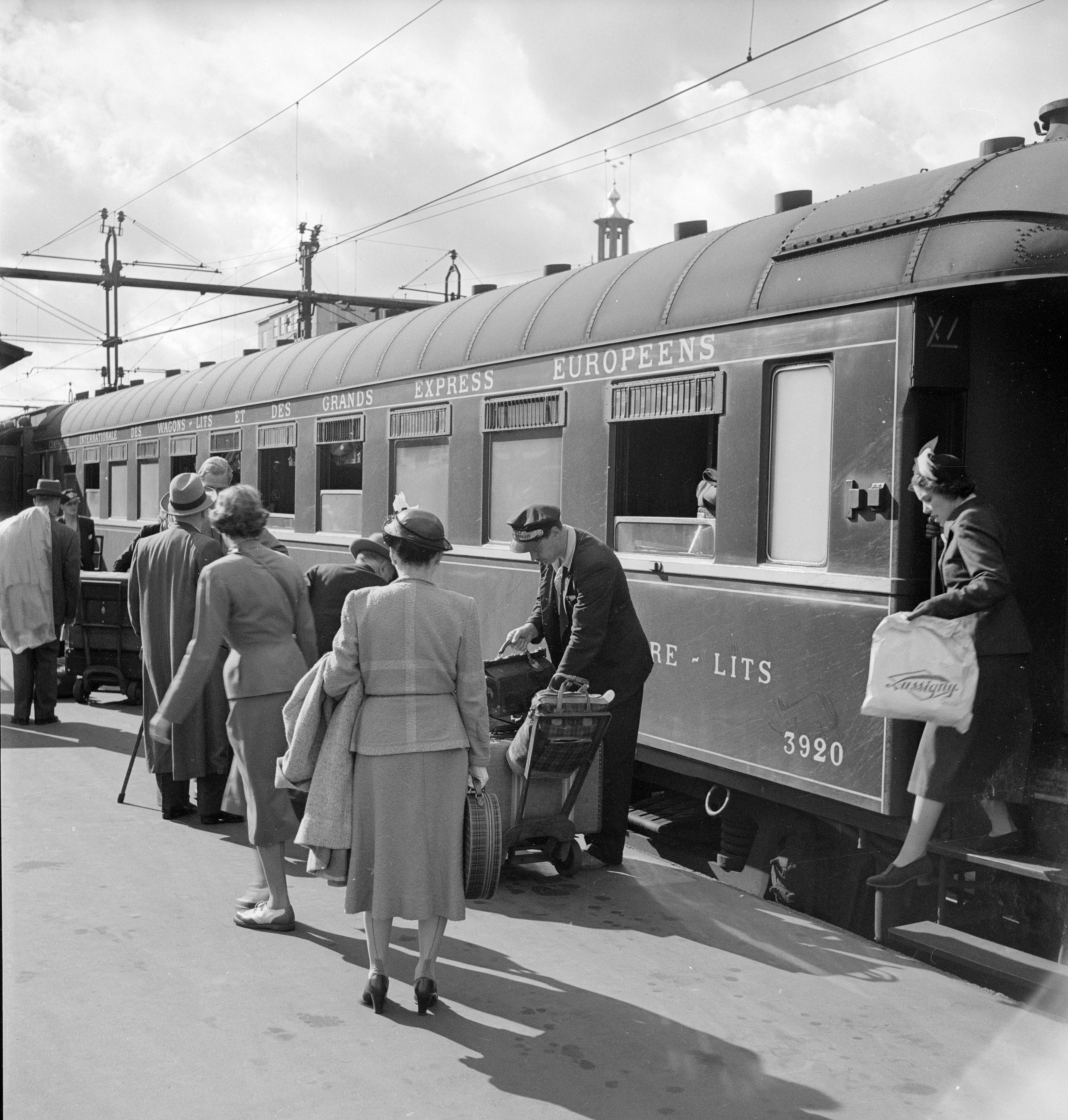
Nord-Express in Stockholm, Ende der 1940er Jahre

Nach dem Zweiten Weltkrieg wurden einzelne Züge wieder unter der Zuggattung „L“ geführt und waren mit die ersten Züge, die den internationalen Verkehr in Europa wieder aufnahmen. Der Komfort gegenüber den L-Zügen aus der Vorkriegszeit war nun aber stark reduziert. Sie führten nun auch normale Sitzwagen – zeitweise auch 3. Klasse –, aber auch Speise- und Schlafwagen. Für Deutsche waren sie zunächst gesperrt.:94
1950 wurden alle noch verkehrenden L-Züge im Bereich der Deutschen Bundesbahn (DB) – außer dem Nord-Express – in Fernschnellzüge umgewandelt.:98 1951 geschah das dann auch mit dem Nord-Express und die Zuggattung Luxuszug (L) wurde abgeschafft.:104 In Frankreich wurden die Züge nun als Rapides eingestuft. Dem Publikum, das die L-Züge noch in der Zwischenkriegszeit genutzt hatte, war entweder die wirtschaftliche Grundlage entzogen oder es wanderte in den Luftverkehr ab.

## Nachfolger
Nach Abschaffung der Zuggattung Luxuszug wurden einige Verbindungen von unterschiedlichen Anbietern zu touristischen Zwecken neu aufgesetzt und verwenden teilweise dazu den Begriff Luxuszug. Einige Luxuszüge werden auch als Schienenkreuzfahrt betrieben.